# Shafter Lake
Shafter Lake est une ville fantôme du comté d'Andrews, dans l'ouest du Texas, aux États-Unis,. Elle était située à l'ouest de l'U.S. Route 385, au nord de la partie centrale du comté, en bordure du lac asséché, du même nom. Elle est devenue une ville fantôme après que la ville a perdu une élection pour le siège de comté d'Andrews. Le lac et la localité sont baptisés en référence à William Rufus Shafter, un militaire, qui découvre le lac en 1875,.

### Source de la traduction
- (en) Cet article est partiellement ou en totalité issu de l’article de Wikipédia en anglais intitulé « Shafter Lake, Texas » (voir la liste des auteurs).